# رام بارکای
رام بارکای (به انگلیسی: Ram Barkai) (زادهٔ ۲۲ اکتبر ۱۹۵۷) شناگر اهل اسرائیل است.